# Risti
Risti - okręg miejski w Estonii, w prowincji Lääne, ośrodek administracyjny gminy Risti. Okręg zamieszkują 622 osoby.